# Estadio Ninoy Aquino
El Estadio Ninoy Aquino es uno de los dos escenarios deportivos cubiertos situado en el complejo deportivo conmemorativo Rizal en Manila, Filipinas, el otro es el Coliseo conmemorativo Rizal. El estadio lleva el nombre de exsenador Benigno S. Aquino Jr., llamado comúnmente como Ninoy Aquino. El Estadio Ninoy Aquino fue anteriormente un estadio al aire libre antes de ser convertido en un pabellón deportivo cubierto. El estadio fue sede del torneo de voleibol de los Juegos Asiáticos del sudeste de 1991, las competiciones de tenis de mesa de los Juegos del Sudeste Asiático de 2005 y el Campeonato FIBA Asia de 2013 como la segundo sede del torneo.